# Distrito electoral local 2 de Hidalgo
El Distrito electoral local 2 de Hidalgo es uno de los dieciocho distritos electorales locales del estado de Hidalgo para la elección de diputados locales. Su cabecera es la ciudad de Zacualtipán.

## Historia

### Zacualtipán como cabecera distrital

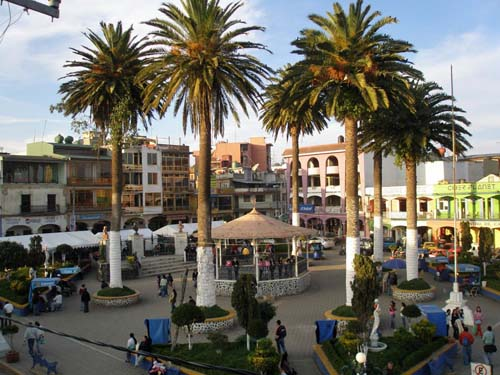
Zacualtipán sede del Consejo distrital.

Después de la erección del estado de Hidalgo en 1869 durante la I Legislatura del Congreso de Hidalgo existían once distritos, siendo Zacualtipán el X Distrito. De 1871 a 1879 existieron dieciséis distritos siendo Zacualtipán el XVI Distrito. De 1879 a 1903 existieron once distritos siendo Zacualtipán el X Distrito. Para el periodo de 1903 a 1913 se regresa a diez distritos siendo Zacualtipán el IX Distrito.
De 1917 a 1923 en Hidalgo existieron dieciséis distritos siendo Zacualtipán el XII Distrito. De 1925 a 1931 con diecisiete distritos existentes Zacualtipán fue el XIV Distrito. Para el periodo 1931 a 1935 con once distritos Zacualtipán fue el IX Distrito. De 1935 hasta 1972 con once distritos Zacualtipán fue el VI Distrito. De 1975 a 1996 existieron quince distritos siendo Zacualtipán el VI Distrito. Para el periodo de 1996 a 2016 con dieciocho distritos existentes Zacualtipán fue el VIII Distrito.
El 3 de septiembre de 2015 el Consejo General del Instituto Nacional Electoral (INE) aprobó los distritos electorales uninominales locales y sus respectivas cabeceras distritales de Hidalgo, que entraron en vigor para las elecciones estatales de Hidalgo en 2016. En el año 2023, se aprobó una nueva demarcación territorial, quedando Zacualtipán como cabecera distrital.

## Demarcación territorial
Este distrito está integrado por un total de once municipios, que son los siguientes:
- Atotonilco el Grande, integrado por 28 secciones electorales.
- Eloxochitlán, integrado por 7 secciones electorales.
- Juárez Hidalgo, integrado por 4 secciones electorales.
- Metztitlán, integrado por 26 secciones electorales.
- Molango de Escamilla, integrado por 15 secciones electorales.
- San Agustín Metzquititlán, integrado por 14 secciones electorales.
- Tepehuacán de Guerrero, integrado por 33 secciones electorales.
- Tianguistengo, integrado por 14 secciones electorales.
- Tlahuiltepa, integrado por 17 secciones electorales.
- Xochicoatlán, integrado por 9 secciones electorales.
- Zacualtipán de Ángeles, integrado por 19 secciones electorales.

## Diputados por el distrito
- LXIII Legislatura (2016-2018)
  -  Horacio Trejo Badillo[9][10]
- LXIV Legislatura
  -  Rosalba Calva García, (2018-2020).[11][12]
  -  Ana Edith Rodríguez Gaytan, (2020)[13][14]
  -  Rosalba Calva García, (2020-2021).[15]
- LXV Legislatura
  -  Marcia Torres González, (2021-2024).[16][17]